# Pierre Cabanis

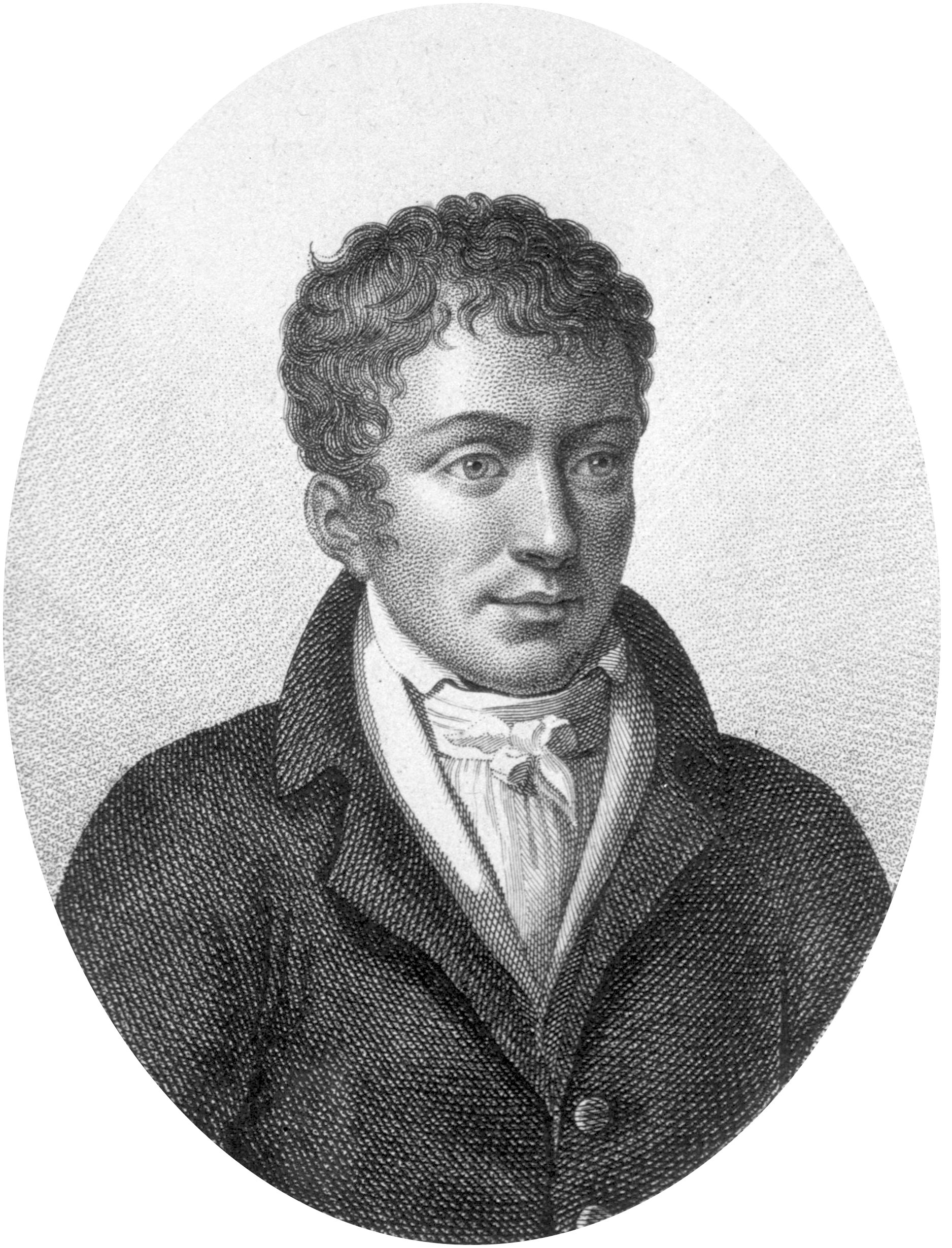
Pierre Cabanis

Pierre Cabanis (ur. 5 czerwca 1757 w Cosnac, zm. 5 maja 1808 koło Meulan) – filozof i lekarz nadworny Ludwika XVI (prawdopodobnie świadek ścięcia króla, a później jego żony Marii Antoniny). 
Należał do filozofów francuskiego oświecenia; empirystów, którzy przyczynili się do rozwoju psychologii.
Przedmiotem jego refleksji były zaburzenia umysłu – w ten sposób wyjaśniał zjawisko przestępczości. Cabanis uznał mózg ludzki za najwyższy mechanizm nerwowy. Uczynił to, zastanawiając się podczas licznych w okresie rewolucji francuskiej egzekucji, czy ofiary gilotyny cierpią po odcięciu głowy. W myśl empirystycznej teorii poznania poprzez doświadczenie, zaproponował analizowanie rozwoju dzieci od stadium embriona aż do późnej starości, w kategoriach kryzysów – była to riposta na teorię Johna Locke'a mówiącą o rozwoju dzieci w kontekście narastania ich doświadczenia.
Najważniejsze postulaty Cabanisa:
- mózg to najwyższy mechanizm nerwowy,
- mózg i system nerwowy rządzi produkowaniem myśli, instynktami,
- doznanie wrażeń jest funkcją całego organizmu,
- zaburzenia umysłu – przestępczość to wynik pomieszania się umysłu,
- rozwój człowieka – od stadium embriona do późnej starości w kategoriach kryzysów.

## Dzieła
- Rapports du physique et du moral de l’homme (1802)[1].